# Liste der Biografien/Smith, L
Liste der Biografien |
Portal Biografien |
L Personensuche
# |
A |
B |
C |
D |
E |
F |
G |
H |
I |
J |
K |
L |
M |
N |
O |
P |
Q |
R |
S |
T |
U |
V |
W |
X |
Y |
Z |
?
 
Sa |
Sb |
Sc |
Sd |
Se |
Sf |
Sg |
Sh |
Si |
Sj |
Sk |
Sl |
Sm |
Sn |
So |
Sp |
Sq |
Sr |
Ss |
St |
Su |
Sv |
Sw |
Sy |
Sz
 
Sma |
Smb |
Sme |
Smi |
Smj |
Smo |
Smr |
Smu |
Smy
 
Smia |
Smic |
Smid |
Smie |
Smig |
Smij |
Smik |
Smil |
Smir |
Smis |
Smit
 
Smita |
Smite |
Smith |
Smitk |
Smitr |
Smits |
Smitt
 
Smith, A |
Smith, B |
Smith, C |
Smith, D |
Smith, E |
Smith, F |
Smith, G |
Smith, H |
Smith, I |
Smith, J |
Smith, K |
Smith, L |
Smith, M |
Smith, N |
Smith, O |
Smith, P |
Smith, Q |
Smith, R |
Smith, S |
Smith, T |
Smith, U |
Smith, V |
Smith, W |
Smith, Y |
Smith, Z |
Smith? |
Smitha |
Smithe |
Smithi |
Smiths |
Smithw |
Smithy
Die Liste der Biografien führt alle Personen auf, die in der deutschsprachigen Wikipedia einen Artikel haben. Dieses ist eine Teilliste mit 66 Einträgen von Personen, deren Namen mit den Buchstaben „Smith, L“ beginnt.

## Smith, L
- Smith, L. J. (* 1980), US-amerikanischer American-Football-Spieler
- Smith, L. Neil (1946–2021), US-amerikanischer Science-Fiction-Autor und politischer Aktivist

### Smith, La
- Smith, LaDonna (* 1951), US-amerikanische Avantgarde-Musikern
- Smith, Lamar S. (* 1947), US-amerikanischer Politiker
- Smith, LaMont (* 1972), US-amerikanischer Leichtathlet und Olympiasieger
- Smith, Lance L., US-amerikanischer Pilot, General, Kommandeur des US Joint Forces Command
- Smith, Lane (1936–2005), US-amerikanischer Schauspieler
- Smith, Larkin I. (1944–1989), US-amerikanischer Politiker
- Smith, Larrie (* 1975), US-amerikanisch-luxemburgischer Basketballspieler
- Smith, Larry, britischer Kameramann
- Smith, Larry (1943–2023), US-amerikanischer Jazzmusiker
- Smith, Larry (* 1944), britischer Schlagzeuger
- Smith, Lars Olsson (1836–1913), schwedischer Schnapsfabrikant und Politiker
- Smith, Laura (1882–1932), US-amerikanische Bluessängerin
- Smith, Lauren (* 1991), englische Badmintonspielerin
- Smith, Lauren Lee (* 1980), kanadische Schauspielerin und ModelLauren Lee Smith (* 1980)

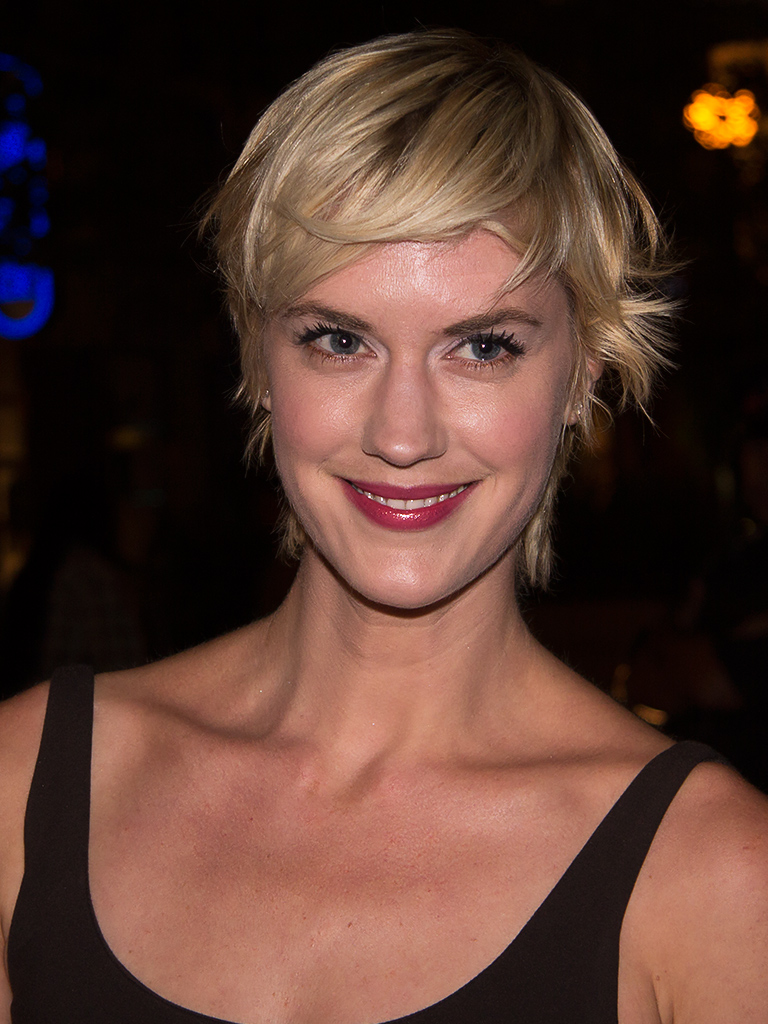
Lauren Lee Smith (* 1980)

- Smith, Lawrence H. (1892–1958), US-amerikanischer Politiker
- Smith, Lawrence J. (* 1941), US-amerikanischer Politiker
- Smith, Lawrie (* 1956), britischer Segler

### Smith, Le
- Smith, Leah (* 1995), US-amerikanische Schwimmerin
- Smith, Leanne (* 1987), US-amerikanische Skirennläuferin
- Smith, Lee (* 1960), australischer Filmeditor
- Smith, Lee (* 1987), US-amerikanischer American-Football-Spieler
- Smith, Lee Roy (* 1958), US-amerikanischer Ringer
- Smith, Leland (1925–2013), US-amerikanischer Komponist, Fagottist und Musikpädagoge
- Smith, Lenore (* 1958), australische Schauspielerin
- Smith, Leo (1881–1952), kanadischer Komponist, Cellist und Musikpädagoge
- Smith, Leo Richard (1905–1963), US-amerikanischer Geistlicher, Bischof von Ogdensburg
- Smith, Leon Polk (1906–1996), US-amerikanischer Maler
- Smith, Leonard (1894–1947), US-amerikanischer Kameramann
- Smith, Leonard S. (1932–2013), US-amerikanischer Historiker
- Smith, Les (1927–2008), englischer Fußballspieler
- Smith, Lesley Jane (* 1956), britische Juristin
- Smith, Leslie (* 1958), US-amerikanische Skirennläuferin
- Smith, Lewis (* 1956), US-amerikanischer Schauspieler
- Smith, Lewis (* 2000), schottischer Fußballspieler

### Smith, Li
- Smith, Liam (* 1988), britischer Boxer
- Smith, Liam (* 1996), schottischer Fußballspieler
- Smith, Lillian (1897–1966), US-amerikanische Journalistin und Schriftstellerin
- Smith, Linda (* 1950), US-amerikanische Politikerin
- Smith, Linda, US-amerikanische Psychologin und Kognitionswissenschaftlerin
- Smith, Linda Catlin (* 1957), kanadische Komponistin US-amerikanischer Herkunft
- Smith, Linda E., kanadische Schauspielerin und Synchronsprecherin
- Smith, Linda Somers (* 1961), US-amerikanische Langstreckenläuferin
- Smith, Linda Tuhiwai (* 1950), neuseeländische Pädagogin
- Smith, Linsey (* 1995), englische Cricketspielerin
- Smith, Lionel (1920–1980), englischer Fußballspieler und -trainer
- Smith, Lisa Jane († 2025), US-amerikanische Jugendbuchautorin
- Smith, Liz (1921–2016), britische Schauspielerin
- Smith, Liz (* 1975), kanadische Fußballspielerin

### Smith, Ll
- Smith, Lloyd (1914–1999), US-amerikanischer Jazzmusiker

### Smith, Lo
- Smith, Logan Pearsall (1865–1946), britisch-amerikanischer Schriftsteller, Aphoristiker und Literaturkritiker
- Smith, Lois (* 1930), US-amerikanische SchauspielerinLois Smith (* 1930)

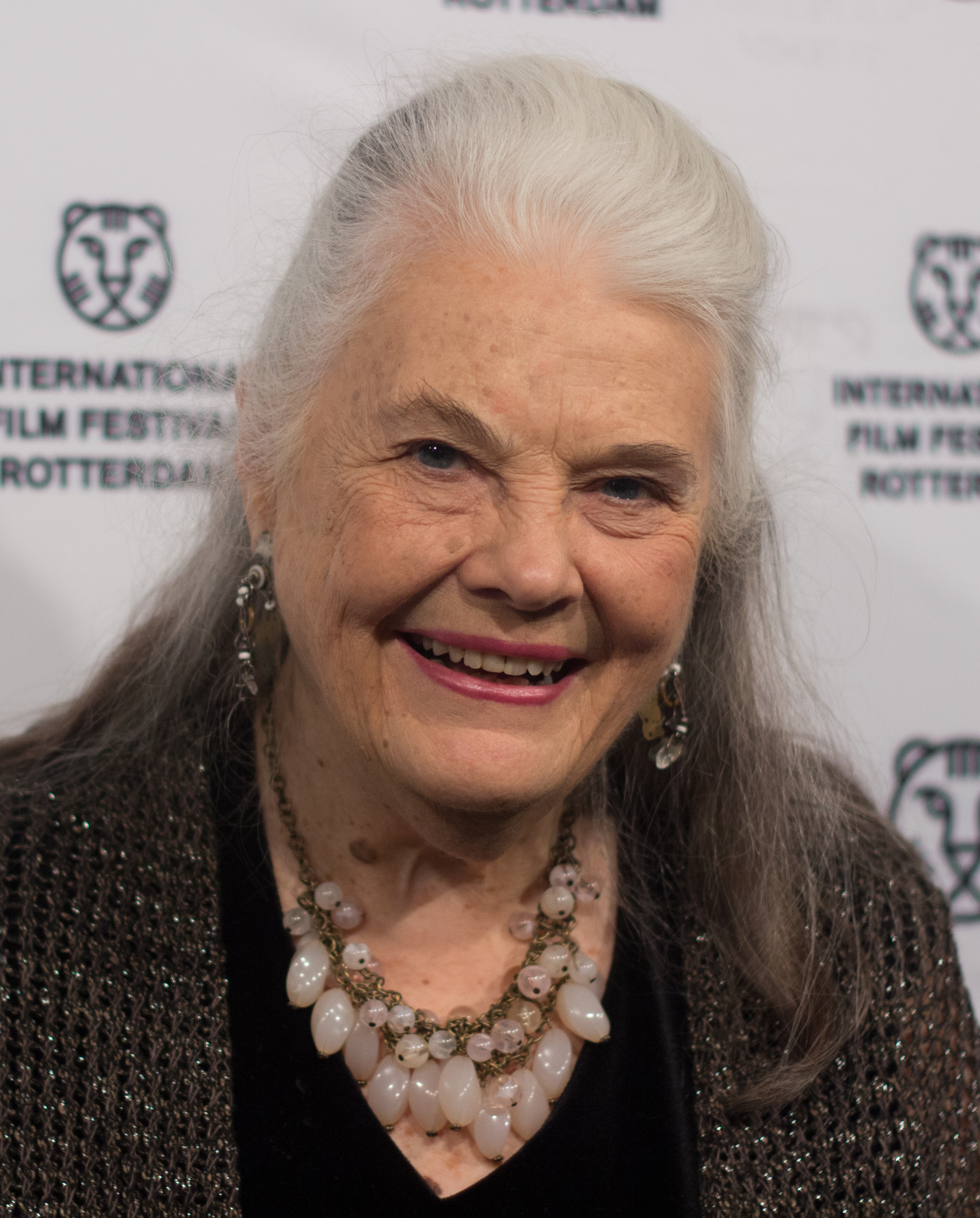
Lois Smith (* 1930)

- Smith, Loma (1913–2006), US-amerikanische Badminton- und Golfspielerin
- Smith, Lonnie (* 1962), US-amerikanischer Boxer
- Smith, Lonnie Liston (* 1940), US-amerikanischer Jazz-Pianist
- Smith, Louis (1931–2016), US-amerikanischer Jazz-Trompeter und Hochschullehrer
- Smith, Louis (* 1989), britischer Kunstturner

### Smith, Lu
- Smith, Lucien (* 1989), US-amerikanischer Künstler
- Smith, Lucky Blue (* 1998), amerikanisches Model und Schauspieler
- Smith, Lucy (1934–2013), norwegische Juristin und Hochschullehrerin
- Smith, Lucy Mack (1775–1856), US-amerikanische Mormonin, Mutter des mormonischen Propheten Joseph Smith
- Smith, Luke (* 1990), australischer Volleyballspieler
- Smith, Luther Ely (1873–1951), US-amerikanischer Rechtsanwalt und Gründer des Jefferson National Expansion Memorial

### Smith, Ly
- Smith, Lyman Bradford (1904–1997), US-amerikanischer Botaniker
- Smith, Lyndon A. (1854–1918), US-amerikanischer Politiker